# Sorore
Albums par Amel Bent
Demain
(2019) Vivante
(2021)
Albums par Camélia Jordana
Facile x Fragile
(2021)
Albums par Vitaa
VersuS
(2019) Charlotte
(2023)
Singles
1. Marine
Sortie : 2 avril 2021
2. Ma sœur
Sortie : 23 avril 2021
3. Où je vais
Sortie : 14 septembre 2021

Sorøre est un album studio enregistré en trio par Amel Bent, Camélia Jordana et Vitaa, sorti le 4 juin 2021,,,. 

## Genèse
L'album Sorøre est une collaboration commune entre Amel Bent, Camélia Jordana et Vitaa réunissant les plus grands titres issus de leurs répertoires respectifs. Elles ont d'ailleurs annoncé leur projet commun en réinterprétant le fameux morceau Marine de la rappeuse Diam's, lui aussi compris dans l'album.
Cette proposition musicale vient d'une relation sororale entre trois femmes qui se lient autour de la passion musicale mais aussi la cause féministe.
Le 27 mai 2021, elles sortent le clip de Ma sœur.
Le 19 janvier 2022, la chaîne musicale NRJ Hits diffuse en exclusivité le clip de Où je vais. Le 20, il sort sur Youtube.

## Liste des pistes
| No  | Titre                     | Durée |
| --- | ------------------------- | ----- |
| 1.  | Marine                    | 3:35  |
| 2.  | La Seule (Interlude)      | 1:10  |
| 3.  | Ma sœur                   | 3:18  |
| 4.  | Non, non, non             | 2:43  |
| 5.  | Chanter (Interlude)       | 0:54  |
| 6.  | Où je vais                | 3:19  |
| 7.  | Toi tu dis (Interlude)    | 1:11  |
| 8.  | Moi c'est                 | 2:50  |
| 9.  | Pourquoi les hommes       | 3:16  |
| 10. | Ne retiens pas tes larmes | 3:04  |

## Clips vidéo
- Ma sœur : 27 mai 2021
- Où je vais : 20 janvier 2022

## Classements hebdomadaires
| Classement (2021)            | Meilleure position |
| ---------------------------- | ------------------ |
| France (SNEP)                | 13                 |
| Belgique (Wallonie Ultratop) | 13                 |
| Suisse (Schweizer Hitparade) | 46                 |
| Suisse (Charts Romandie)     | 2                  |